# Kjell Ola Dahl
Kjell Ola Dahl, född 4 februari 1958 i Gjøvik, är en norsk författare. Hans namn skrivs K.O. Dahl i översättningar på vissa språk.
Dahl växte upp i Østlandet och har studerat psykologi och ekonomi. 
Dahl debuterade 1993 med kriminalromanen Dødens investeringer. Hans bok Siste skygge av tvil (1998) har dramatiserats för NRK radio.